# Hamanami
L'Hamanami (浜波? lett. "Onde sulla spiaggia") è stato un cacciatorpediniere della Marina imperiale giapponese, dodicesima unità della classe Yugumo. Fu varato nell'aprile 1943 dall'arsenale di Maizuru.
Appartenente alla 32ª Divisione, nella prima metà del 1944 operò sempre in funzione di picchetto e scorta a svariati convogli e per i movimenti delle grandi unità della flotta da battaglia. La sua partecipazione alla battaglia del Mare delle Filippine (19-20 giugno 1944) è controversa, mentre al contrario è accertata per la battaglia del Golfo di Leyte (23-25 ottobre): in ogni caso, non ebbe in alcuna un ruolo evidente. A fine ottobre fu spedito a Manila e assegnato alle disperate operazioni di rifornimento via mare della guarnigione di Leyte; l'11 novembre, proprio mentre era in vista del porto di Ormoc con un convoglio, fu attaccato e affondato nel corso di una massiccia incursione aerea statunitense, condividendo il destino di quasi tutte le navi nipponiche presenti.

## Servizio operativo

### Costruzione
Il cacciatorpediniere Hamanami fu ordinato nell'anno fiscale edito dal governo giapponese nel 1942. La sua chiglia fu impostata nel cantiere navale dell'arsenale di Maizuru il 28 aprile 1942 e il varo avvenne il 18 aprile 1943; fu completato il 15 ottobre dello stesso anno e il comando fu affidato al capitano di fregata Masayoshi Motokura.
Fu immediatamente assegnato all'11ª Squadriglia cacciatorpediniere, dipendente dalla 1ª Flotta e demandata all'addestramento delle nuove unità in tempo di guerra. Il 15 dicembre transitò alla 32ª Divisione, già formata dai cacciatorpediniere Hayanami, Fujinami e Tamanami e dipendente dalla 2ª Squadriglia della 2ª Flotta: i gregari erano però già al fronte, impegnati spesso in maniera disorganica a causa delle molteplici necessità di protezione del traffico marittimo. Il 25 dicembre lo Hamanami salpò da Saeki appunto assegnato alla scorta di un convoglio carico di truppe diretto alla base di Truk.

### 1944 e l'affondamento
L'Hamanami e tutte le altre navi arrivarono senza incidenti a destinazione il 4 gennaio 1944 e, per un paio di settimane, il cacciatorpediniere rimase in zona. Ripartì il 20 con un convoglio che si portò il 26 alle isole Palau, quindi assunse una rotta est per fermarsi all'atollo di Woleai: qui si affiancò a una petroliera che accompagnò sino a Truk, raggiunta il 7 febbraio. Tra il 12 e il 20 febbraio fu assegnato allo schermo difensivo di un convoglio che, di nuovo, si recò alle isole Palau, ormai divenute un nodo cruciale per le rotte navali giapponesi. Il viaggio fu completato senza problemi e l'Hamanami fu riassegnato a compiti di scorta e pattugliamento al largo dell'arcipelago fino al 18 marzo, giorno nel quale ebbe ordine di vigilare su una petroliera che, dalle Palau, fece tappa a Tarakan e Balikpapan. In questo porto la petroliera si unì a un convoglio di navi cisterna e l'Hamanami fu aggregato al gruppo di scorta: il grosso convoglio salpò il 29 marzo, tornò alle Palau, quindi fece tappa al porto di Davao e infine si fermò alle isole Lingga il 14 aprile, nuova base d'oltreoceano per la flotta da battaglia nipponica. Tra il 12 e il 15 maggio l'Hamanami fu tra i numerosi cacciatorpediniere che protessero lo spostamento di grandi unità da guerra giapponesi dalle Lingga all'ancoraggio di Tawi Tawi, in preparazione a un massiccio intervento sul fronte della Nuova Guinea. Nella prima metà di giugno, tuttavia, i pesanti attacchi aeronavali sulle isole Marianne e informazioni sparse fecero sì che i giapponesi concentrassero le loro forze navali a ovest di questo arcipelago. L'Hamanami seguì il resto della 2ª Flotta e fu presente alla battaglia del Mare delle Filippine (19-20 giugno), inquadrato nella "Forza C" d'avanguardia del viceammiraglio Takeo Kurita: contribuì, in ogni caso, solo agli sbarramenti contraerei. La presenza dell'Hamanami a questa battaglia è invece negata da un'altra fonte. Per il resto dell'estate l'Hamanami appare solo nella scorta di una parte delle navi maggiori che, salpate da Kure, fecero scendere rinforzi all'isola di Okinawa prima di fermarsi il 16 alle isole Lingga. Le attività dell'Hamanami fino alla seconda metà di ottobre non sono note. In ogni caso, è certo che potenziò la propria dotazione contraerea e subì altre modifiche, sebbene le fonti non forniscano i periodi precisi nei quali avvennero questi interventi. Due installazioni triple di Type 96 da 25 mm furono piazzate su due piattaforme, erette ai lati del fumaiolo anteriore e sia i paramine, sia metà della ricarica per i tubi lanciasiluri furono rimossi. Fu altresì dotato di due tipi di radar: l'albero tripode prodiero fu rinforzato per ospitare una piccola piattaforma sorreggente un Type 22, adatto all'individuazione di bersagli navali e, alla base dell'albero, fu costruita una camera per gli operatori. L'albero tripode di maestra ospitò invece un Type 13 (specifico per i bersagli aerei). Infine, posteriormente alla disfatta nel Mare delle Filippine, comparve sul ponte di coperta un certo numero di cannoni Type 96 su affusto singolo, in ogni caso non superiore a dodici.
Il 18 ottobre l'Hamanami, il Fujinami (ormai unici componenti della 32ª Divisione) e il resto della 2ª Flotta mossero da Lingga alla rada di Brunei, in risposta all'inizio delle operazioni anfibie statunitensi a Leyte. Dopo tre giorni di preparazione, il 23 la squadra salpò e costeggiò l'isola di Palawan, dove finì sotto l'attacco di due sommergibili statunitensi. Attraversò quindi il Mar di Sibuyan sotto l'impreversare dei gruppi imbarcati americani e, nella mattinata del 25 ottobre, combatté una furiosa e caotica battaglia al largo dell'isola di Samar: in tutte queste azioni l'Hamanami non giocò in pratica alcun ruolo, specialmente nell'ultimo combattimento (era rimasto nella retroguardia della flotta). Il giorno seguente, durante il sofferto ripiegamento, assisté la nave ammiraglia della 2ª Squadriglia, l'incrociatore leggero Noshiro colpito gravemente: ne trasse in salvo l'equipaggio e il contrammiraglio Mikio Hayakawa prima che affondasse. Dopo che l'ufficiale fu salito sulla nave da battaglia Yamato, l'Hamanami rimontò la squadra all'isola di Coron, fece rifornimento e tornò a Brunei il 29 ottobre. Fu comunque quasi subito inviato a Manila a disposizione dell'operazione TA, l'invio convoglio dopo convoglio di rinforzi a Leyte, per alimentare la resistenza della 35ª Armata. L'Hamanami fu assegnato al quarto convoglio che salpò l'8 dalla baia della capitale ma, due giorni dopo, fu riassegnato al terzo gruppo di rifornimento (che era partito in ritardo) con altri cacciatorpediniere: le navi arrivarono la mattina tardi dell'11 novembre nella baia di Ormoc, il principale punto d'approdo dei rinforzi, dove però erano in attesa ben 350 velivoli della Task force 38. Tutti i quattro cargo furono annientati nei primi attacchi; quindi gli aviatori statunitensi si gettarono sui cacciatorpediniere in fuga. L'Hamanami fu tempestato da ordigni e mitragliamenti e, ingovernabile, sprofondò nella baia, a sud di Ormoc (10°50′N 124°35′E), trascinando con sé sessantatré cadaveri. L'Asashimo, in pratica l'unica nave a sopravvivere al massacro, fu capace di recuperare 167 uomini, compresi quarantadue feriti, il comandante Motokura e anche il capitano di vascello Ichitarō Ōshima – alla guida della 32ª Divisione e che, nei mesi precedenti, aveva spostato le proprie insegne sull'Hamanami.
Il 10 gennaio 1945 l'Hamanami fu depennato dai ruoli della Marina imperiale.